# São Francisco (Alcochete)
São Francisco is een plaats (freguesia) in de Portugese gemeente Alcochete en telt 1 128 inwoners (2001).